# Cubana-Flug 972
Cubana-Flug 972 war ein Inlandsflug der kubanischen Fluggesellschaft Cubana de Aviación von Havanna nach Holguín, bei dem am 18. Mai 2018 die eingesetzte Boeing 737-200 Advanced (Luftfahrzeugkennzeichen: XA-UHZ) kurz nach dem Start verunglückte. Cubana de Aviación hatte das Flugzeug von dem mexikanischen Unternehmen Global Air (Aerolíneas Damojh, S.A. de C.V.) im Wetlease gemietet. Unmittelbar bei dem Absturz kamen 110 der 113 Insassen ums Leben, drei Passagiere überlebten zunächst schwer verletzt, zwei von ihnen starben jedoch später im Krankenhaus. Die Zahl der Todesopfer stieg damit auf 112. Die einzige Überlebende, eine 19-jährige Frau, ist infolge des Unfalls querschnittsgelähmt, ihr musste außerdem  ein Bein amputiert werden. Es handelt sich demnach um einen der schwersten Unfälle der kubanischen Luftfahrt überhaupt und den schwersten seit knapp 30 Jahren. Die Regierung rief eine zweitägige Staatstrauer aus, landesweit wurden Flaggen an staatlichen und militärischen Einrichtungen auf halbmast gesetzt. Nach dem Absturz reduzierte Cubana de Aviación bis auf Weiteres den Umfang ihres nationalen Flugbetriebs.

## Unfalluntersuchung
Die Boeing 737-200 stürzte kurz nach dem Start vom Flughafen Havanna in der Nähe des Vorortes Santiago de las Vegas unweit des Flughafens auf ein Feld. Unter den 106 tödlich verunglückten Passagieren waren 101 kubanische Staatsangehörige, zwei Argentinier, ein Sahraui, ein Sahraui/Spanier und eine Mexikanerin. Die sechs Besatzungsmitglieder waren Mexikaner. Die von der Cubana de Aviación im Rahmen einer ACMI-Vermietung genutzte Boeing 737-200 der Global Air war am 7. August 1979 an Piedmont Airlines ausgeliefert worden und zählte zu den ältesten Flugzeugen dieses Typs, die noch im Passagierverkehr eingesetzt werden.
Bereits am Wochenende nach dem Unfall war der Stimmenrekorder (englisch Cockpit Voice Recorder, CVR) gefunden worden. Knapp eine Woche nach dem Absturz wurde der Flugdatenschreiber (englisch Flight Data Recorder, FDR) aus den Trümmern geborgen. Von der Auswertung beider Geräte erhofften sich die Ermittler Erkenntnisse zur Absturzursache. Die Behörden hatten sich zunächst nicht zu möglichen Absturzgründen geäußert. Am 5. Juni 2018 teilte das kubanische Transportministerium (MITRANS) mit, dass kubanische Experten die Flugschreiber am 31. Mai 2018 zur Auswertung und Analyse in die USA gebracht haben. Von den bis dahin 111 Toten war offiziellen Angaben zufolge am 25. Mai 2018 erst die Hälfte identifiziert, am 27. Mai 2018 war die Identifizierung vollständig abgeschlossen.
Regelungen der Internationalen Zivilluftfahrtorganisation (ICAO) zufolge dürfen nur die Leiter, in diesem Fall das Kubanische Institut für Zivilluftfahrt (IACC), Erklärungen zum Fortgang von Untersuchungen abgeben. Andere Beteiligte, wie hier beispielsweise die Global Air, sind demnach nicht zu Äußerungen berechtigt. Dennoch teilte Global Air am 16. Juli 2018 mit, dass der Absturz auf menschliches Versagen der Piloten, genauer die Wahl eines zu großen Steigwinkels, zurückzuführen sei. Gleichzeitig wurde der vorläufige Lizenzentzug durch die Generaldirektion der mexikanischen Zivilluftfahrt (DGAC) vom 21. Juni 2018 von Global Air als rechtswidrig bezeichnet. Die Kommission zur Untersuchung des Flugunfalls wies dagegen am 17. Juli 2018 Pressemitteilungen über die Absturzursachen als Spekulation zurück. Die Untersuchungen seien noch nicht abgeschlossen und Aussagen über mögliche Ursachen verfrüht. Ergebnisse würden nach Abschluss der Analysen bekannt gegeben.
Am 16. Mai 2019 gab das IACC bekannt, dass die wahrscheinlichste Unfallursache Fehler der Piloten bei der Berechnung von Gewicht und Gleichgewicht des Flugzeugs gewesen seien. Dies habe den Kontrollverlust in der Startphase bewirkt.

## Kritik
Ein früherer Pilot der Global Air hat nach dem Absturz schwere Vorwürfe gegen das Unternehmen erhoben. Marco Aurelio Hernández sagte der Zeitung Milenio, er habe wegen Sicherheitsmängeln 2013 bei der mexikanischen Verkehrsbehörde Beschwerde eingereicht. Dabei sei es um mangelnde Wartung der Flugzeuge gegangen. Zwar habe es „sehr fähige“ Mechaniker bei Global Air gegeben, ihnen habe es aber an Sorgfalt und an Ersatzteilen gefehlt. Hernández arbeitete nach eigenen Angaben von 2005 bis 2013 bei Global Air. Dabei habe er auch die abgestürzte Boeing 737-200 geflogen. Den Piloten der Unfallmaschine beschrieb er als „sehr fähigen, sehr gut vorbereiteten“ Kollegen. Eine Sprecherin von Global Air bestätigte, dass Hernández bei der Fluggesellschaft gearbeitet habe. Zu seiner Beschwerde wollte sie sich nicht äußern.
Am 21. Mai 2018 hat die DGAC der Global Air (Aerolíneas Damojh, S.A. de C.V.) vorläufig die Lizenz entzogen, der Betrieb musste bis auf Weiteres eingestellt werden. Die Entscheidung solle eine eingehende Prüfung zur Frage ermöglichen, ob Global Air sich an das Gesetz halte. Die Behörde hatte dem Unternehmen nach eigenen Angaben bereits in den Jahren 2010 und 2013 den Betrieb untersagt, das Verbot dann aber wieder aufgehoben, als Sicherheitsbedenken für ausgeräumt erklärt worden waren.